# Cagey Strings
Die Cagey Strings sind eine 1982 gegründete Rock-’n’-Roll- und Partyband aus München. Das Repertoire der Formation umfasst Coverversionen von Rock-, Pop- und Party-Klassikern sowie eigene Titel. Neben nationalen und internationalen Auftritten spielt die Band seit 1996 auf dem Oktoberfest im Hacker-Festzelt.

## Geschichte

### Gründung
Gegründet wurde die vierköpfige Band 1982 von Georg („Schorsch“) Angerer. Inspiriert wurde er 1976 insbesondere durch den international erfolgreichen deutschen „Bill Haley“, Paul Würges und seiner Band. 1978 lernte Angerer mit Hilfe seiner Musiklehrerin den damals zwölfjährigen Schlagzeuger Werner Heizenreder kennen. In den darauf folgenden Jahren lernten die beiden an ihrer Schule, dem Moosacher Gymnasium, den Gitarristen und Pianisten Bernd Bircks, sowie den Bassisten und Akkordeonisten Paul Kreil kennen. In dieser Zeit spielte die Band auf Schulveranstaltungen und Partys.
1982 traten sie zum ersten Mal unter dem Namen Cagey Strings bei einem Musikwettbewerb in München-Schwabing auf, bei dem sie den 2. Platz belegten. Von da an absolvierten die vier Schüler zahlreiche Auftritte. Nach dem Schulabschluss entschied sich die Band, professionell Musik zu machen. 1985 verließ Paul Kreil die Cagey Strings, um sich seinem Studium zu widmen. Für ihn kam im Herbst des gleichen Jahres der Bassist Peter Biermeier, der bis 31. Dezember 2017 Mitglied der Band war.

### Bandname
Der Name Cagey Strings wurde 1982 von Schorsch Angerer mit Hilfe seines Langenscheidt-Wörterbuchs kreiert. Das Wort Cagey bedeutet eigentlich „gerissen“, im Sinne von „schlau“, wird aber von der Band als gerissene Saiten interpretiert.

### Erste Tonträger und Erfolge
1986 wurden die Cagey Strings Sieger beim Münchener Stadtteilwettbewerb und gewannen zwei Aufnahmetage im Downtown Studio. Aufgenommen wurden zwei Titel: Das Bernd-Spier-Lied Ohne ein bestimmtes Ziel und die Bernd-Bircks-Komposition Superkarrn.
Im selben Jahr lernte die Band ihren späteren Produzenten Harald Steinhauer und den Manager Jürgen Thürnau kennen. Es folgte 1989 ein erstes Album, das Lieder von Steinhauer enthielt, der – gemeinsam mit Spider-Murphy-Gang-Schlagzeuger Franz Trojan – das Album auch produzierte. Das Album und die drei Single-Auskopplungen waren erfolgreich. 1990 absolvierte die Band mehr als 20 Fernsehauftritte, darunter in Sendungen wie ZDF Hitparade, Formel 1 und Schlagerparade. Die Lieder bekamen auf vielen Radiosendern gutes Airplay, die Titel 1000 Mal in meinen Träumen und Heute Nacht fanden sich auf diversen Kompilationen, die sich insgesamt über eine Million Mal verkauften. 1992 veröffentlichte die Band das zweite Album Heiß wie Feuer, das ebenfalls gut von den Radiostationen aufgenommen wurde – und so für viele Auftritte der Formation sorgte.

### Spätere Besetzungen
1993 verließ Bernd Bircks die Band; ihn ersetzte der Keyboarder und Pianist Oliver Frank. Nach seinem Einstieg baute die Band ihr eigenes Tonstudio, in dem sie bis heute alle ihre CDs aufnimmt. Nach einigen Versuchen mit neuen Produzenten trafen sie ihren alten Weggefährten Harald Steinhauer wieder und sie nahmen gemeinsam ein neues Album auf. Mit Liedern wie Keine war wie du, Bossa Nova Baby, Zerbrich mein Herz und Schlagerzeit waren sie erneut in den Radio-Charts und traten wieder öfter im Fernsehen auf.
1995 verließ Werner Heizenreder die Band. Seinen Platz übernahmen in den folgenden Jahren mehrere Schlagzeuger: Henrik Ferstl, Reinhold Warmer und Robert Gorzawsky. Oliver Frank entschloss sich 2003 die Cagey Strings zu verlassen, um ein eigenes Musikprojekt zu starten, für ihn kam der Keyboarder Kurt Heilmaier in die Band. Heilmaier und Gorzawsky stiegen 2012 aus persönlichen Gründen aus, woraufhin Oliver Frank (* 1969) zu der Band zurückkehrte – und den aus Augsburg stammenden Schlagzeuger Thomas Dessau (* 1966) mitbrachte.
2017 beendete Peter Biermeier seine musikalische Karriere bei den Cagey Strings. Für ihn folgte seit dem Jahreswechsel Michael Peyerl (* 1987) am Bass.
Am 9. März 2018 verstarb Bandgründer Georg "Schorsch" Angerer überraschend im Alter von 53 Jahren.
Nach diesem schweren Schicksalsschlag folgte eine Zeit, in der die Band mithilfe befreundeter Gitarristen die Auftritte bewältigte, bis im Juli 2018 Marinus Christof (* 1988) als neuer Mann an der Gitarre gewonnen werden konnte.

## Fernsehauftritte
- ZDF Hitparade
- ZDF Das Super-Wunschkonzert mit Carolin Reiber
- Ihr Einsatz bitte mit Dieter Thomas Heck
- 6 mal Deutsche Schlagerparade
- 3 mal ZDF-Fernsehgarten
- ARD Wunschbox
- ARD Formel 1
- ARD Tele-Illustrierte
- TV Total mit Stefan Raab
- Zapping auf Premiere
- RTL Musikrevue
- RTL Musikcafe
- 4 mal Die aktuelle Schaubude
- NDR Talkshow
- Abendschau BR
- Carolin Reibers Fleckerlteppich
- Deutsche Welle TV
- BR Abendschau
- BR Wir in Bayern
- BR Liveübertragung Oktoberfest
- WDR Hollymünd
- WDR Schöne Bescherung
- SWR Der fröhliche Weinberg
- SWR Der fröhliche Feierabend
- SWR: Schlagerspaß mit Andy Borg
- TVM Noé Astro Show und diverse Regionalsendungen

## Diskografie
Alben
- Für Immer (1990; Virgin)
- Heiß wie Feuer (1992; Virgin)
- Oldies Vol. 1 (1992; Artvoice)
- Oldies Vol. 2 (1993; DA Music)
- Im Büro (1994; Artvoice)
- Oldies Vol. 3 Powerplay (1995; DA Music)
- Rock`n`Roll Dance Sensation (1995; DA Music)
- Oldies Vol. 4 (1997; Artvoice)
- Immer wieder (1998; Artists & Acts)
- Die 20 größten Erfolge (2001; Artists & Acts)
- Cagey Strings live (2001; Artists & Acts)
- Weihnachtsträume (2002; Artists & Acts)
- 7 Tage in der Woche (2004; Artists & Acts)
- Oldies Vol. 5 (2005; Artists & Acts)
- Frohe Weihnacht (2006; Artists & Acts)
- 25 Jahre Cagey Strings (2007; Artists & Acts)
- Heimspiel live DVD (2009; Artists & Acts)
- Könige der Nacht (2010; Artists & Acts)
- Volles Programm (2011; Artists & Acts)
- Vollgas (2013)
- Weihnachten mit den Cagey Strings (2015; Artists & Acts)
- Get The Party Started (2020; Artists & Acts)

Singles
- Tausendmal in meinen Träumen (1990; Virgin Schallplatten GmbH)
- Heute Nacht (1990; Virgin Schallplatten GmbH)
- Jetzt oder Nie (1991; Virgin Schallplatten GmbH)
- Das muss ein Wunder sein (1992; Virgin Schallplatten GmbH)
- Unbekannte Nacht (1992; Virgin Schallplatten GmbH)
- Heiss wie Feuer (1992; Virgin Schallplatten GmbH)
- Der Leberfleck (1995; Weryton Musik-BMG Ariola)
- Anna lass das Träumen (1996; Art Voice)
- A Bacherl rauscht (1996; Art Voice)
- Keine war wie du (1997; maDam records)
- Bossa Nova Baby (1998; maDam records)
- Schlagerzeit (1998; maDam records)
- Kälter noch als Eis (1999; maDam records)
- Irgendwann wird`s so wie früher sein (1999; maDam records)
- Zerbrich mein Herz (1999; maDam records)
- Weihnachtszeit (1999; maDam records)
- Weil du bei ihm bist (1999; funny artists)
- Und dann war alles klar (2001; Artists & Acts)
- Immer wenn der Regen fällt (2002; Artists & Acts)
- Hacker Pschorr Song (2002; Artists & Acts)
- Weihnachtsträume (2002; Artists & Acts)
- Mona (2003; Artists & Acts)
- 7 Tage in der Woche (2004; Artists & Acts)
- Zu spät (2005; Artists & Acts)
- Im Cadillac durch Tennessee (2007; Artists & Acts)
- Mädels alles klar (2007; Artists & Acts)
- Denk daran (2008; Artists & Acts)
- Raus aus dem Bett (2010; Artists & Acts)
- Hörig (2010; Artists & Acts)
- Rosenheim (2010; Artists & Acts)
- Heut` geh` ich nicht nach Haus (2010; Artists & Acts)
- Kommt lasst uns feiern heut` Nacht (2010; Artists & Acts)
- Frohe frohe Weihnacht (2010; Artists & Acts)
- Ich weiß nicht ob es Liebe ist (2012; Artists & Acts)
- BR Radltour Song (2013; Artists & Acts)
- Oamoi Wiesn - Imma Wiesn (2014; Artists & Acts)
- Schade - Nicht Systemrelevant (2020; Artists & Acts)

## Stil
Die eigenen Lieder der Cagey Strings sind inspiriert durch die Rock-’n’-Roll- und Schlager-Ära der 1950er und 1960er Jahre. Sie stammen größtenteils von Harald Steinhauer, der mit Künstlern wie Nicki, Juliane Werding, Marianne Rosenberg, Peter Kent, Nino de Angelo, Geier Sturzflug und Spider Murphy Gang zusammenarbeitete. Einige Lieder wurden von den Cagey Strings selbst komponiert.
In den Inhalten der Texte geht es meistens um Liebe, Frauen, Männer, Beziehungen, die sowohl ironisch, humorvoll, als aber auch kritisch interpretiert werden.